# Busch (België)
Busch is een plaats in de Duitstalige gemeente Lontzen in de Belgische provincie Luik.

## Geschiedenis
Tot de opheffing van het hertogdom Limburg hoorde Lontzen tot het hertogdom. De plaats lag op de grens van de Limburgse hoogbanken Montzen en Walhorn. Net als de rest van het hertogdom werd Lontzen bij de annexatie van de Zuidelijke Nederlanden door de Franse Republiek in 1795 opgenomen in het toen gevormde departement Ourthe.

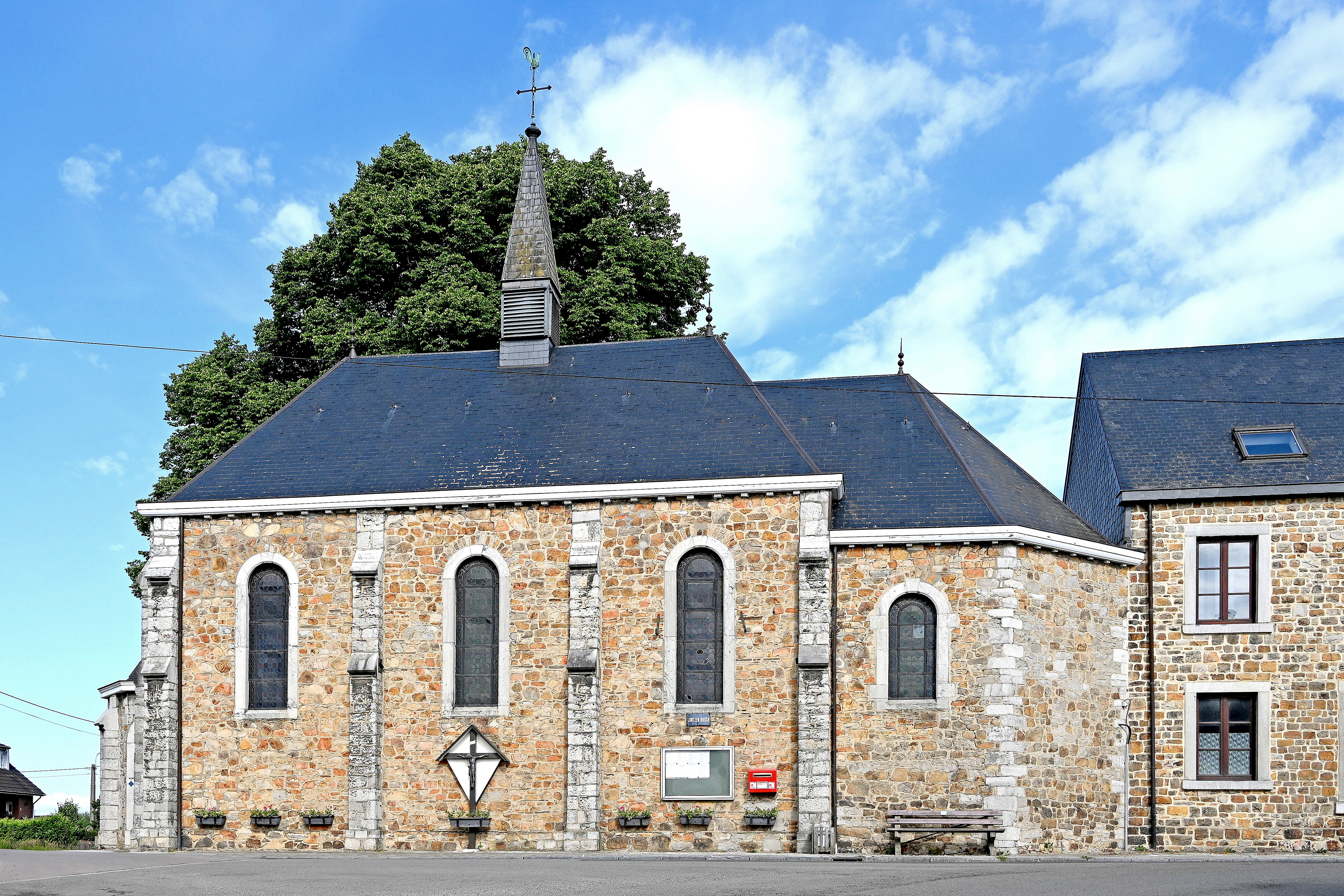
Annakapel van Busch

Deelgemeenten: Herbesthal · Lontzen · Walhorn

Overige kernen: Astenet · Busch · Merols · Rabotrath

Belgische gemeenten · Duitstalige Gemeenschap · Arrondissement Verviers · Luik · Wallonië